# Shout Out Out Out Out
Shout Out Out Out Out — канадская альтернатив-дэнс/индитроник-группа из Эдмонтона. Состав группы необычен тем, что включает в себя несколько барабанщиков и басистов, а также винтажное синтезаторное оборудование.
Группа сформировалась в мае 2004 года. Все участники — Ник Козуб, Джейсон Трук, Лайл Белл, Уилл Циммерман, Клинт Фрейзер и «Gravy» — уже были вовлечены в местную музыкальную сцену в той или иной степени, играя в панк- и рок-группах или работая продюсерами, диджеями и промоутерами. Дебютный альбом группы Not Saying/Just Saying был выпущен в июле 2006 года на лейбле Nrmls Wlcm (Normals Welcome), которым управляют участники группы Козуб и Трук. В 2007 году этот альбом был номинирован на премию Джуно в категории «Alternative Album of the Year».

## Дискография
Альбомы
- Not Saying/Just Saying (2006)
- Reintegration Time (2009)
- Spanish Moss and Total Loss (2012)

Мини-альбомы
- Nobody Calls Me Unless They Want Something (2005)
- Dude You Feel Electrical (2006)
- Friends/In the End It's Your Friends (2008, split with San Serac)